# デコッラトゥーラ
デコッラトゥーラ（イタリア語: Decollatura）は、イタリア共和国カラブリア州カタンザーロ県にある、人口約3,200人の基礎自治体（コムーネ）。

## 地理

### 位置・広がり

#### 隣接コムーネ
隣接するコムーネは以下の通り。括弧内のCSはコゼンツァ県所属を示す。
- コンフレンティ
- ジミリアーノ
- モッタ・サンタ・ルチーア
- ペディヴィリアーノ (CS)
- プラタニーア
- サン・ピエトロ・アポストロ
- セッラストレッタ
- ソヴェリーア・マンネッリ

## 行政

### 分離集落
デコッラトゥーラには、以下の分離集落（フラツィオーネ）がある。
- San Bernardo, Adami, Casenove, Cerrisi